# Parco nazionale di Khangchendzonga
Il Parco nazionale di Khangchendzonga è un'area protetta del Distretto del Sikkim Settentrionale, in India, istituito nel 1784 e inserito nel 2016 nella lista dei patrimoni dell'umanità dall'UNESCO, diventando il primo patrimonio di tipo "misto" dell'India. Fa parte della rete mondiale di riserve della biosfera.
Il parco prende il nome dal monte Kangchenjunga che, con i suoi 8586 metri, è la terza montagna più elevata della Terra.

## Geografia
Il parco è situato nell'area nord-occidentale del Distretto del Sikkim Settentrionale, nello stato indiano di Sikkim, al confine con Nepal e Cina. Ha un'altitudine che varia dai 1829 agli 8550 metri s.l.m. e occupa una superficie di 1784 km². È uno dei pochi parchi nazionali indiani ad alta quota. A nord confina con la riserva naturale di Qomolangma, in Tibet, mentre a ovest lambisce l'area di conservazione di Kanchenjunga, in Nepal.
Nel parco sono presenti diversi ghiacciai, il più grande dei quali è il ghiacciaio Zemu.

## Flora
La vegetazione del parco include piante tipiche delle foreste temperate, come querce, abeti, betulle, aceri, salici, eccetera. Si trovano anche prati alpini e arbusti alle altitudini più elevate, con la presenza di un gran numero di piante officinali.

## Fauna
Il parco ospita diverse specie di mammiferi, che includono moschidi, leopardi delle nevi, thar dell'Himalaya, cuon alpini, orsi labiati, zibetti, orsi bruni Himalayani, panda minori, emioni tibetani, bharal, capricorni, goral e takin, ma anche rettili quali colubrine e vipere di Russell.
Per quanto riguarda l'avifauna, si possono contare circa 550 diverse specie di uccelli, tra i quali fagiani insanguinati, tragopani satiri, falchi pescatori, grifoni dell'Himalaya, gipeti, tragopani occidentali, piccioni verdi, tetraogalli del Tibet, piccioni delle nevi, lofofori splendidi, cuculi smeraldini asiatici, nettarinidi e aquile. Nel 2016 è stata scoperta una nuova specie di uccello, conosciuta con il nome scientifico Zoothera Salimalii.

## Attività specifiche del parco

### Trekking
La maggior parte delle itinerari trekking inizia da Yuksom (145 km (90 mi) da Gangtok) nel Distretto del Sikkim Occidentale. Il permesso necessario può essere ottenuto presso il centro di educazione e interpretazione della fauna selvatica a Yuksom o dal posto di controllo. Il Dipartimento del Turismo di Stato insieme a alcune agenzie di viaggio organizza trekking a Dzongri (4 050 metri (13 290 ft)) e in altri luoghi. I percorsi di trekking più popolari sono:
- Yuksom - Tshoka - Dzongri
- Bakim - Dzongri - Thangshing - Samuteng - Goechala
- Dzongri Base Camp - Rathong – Khangerteng
- Thangshing - Lam Pokhari - Kasturi Orar - Labdang not ladang - Tashiding.

Un altro percprso di trekking popolare comprende trekking al lago verde con Lachen, un villaggio nel Sikkim settentrionale come punto di partenza. I cittadini stranieri hanno bisogno di un permesso di accesso alla zona riservata dal Ministero degli Affari Interni del governo dell'India, Delhi per visitare il parco e la regione associata. I cittadini indiani sono tenuti a ottenere un permesso interno di accesso dal Dipartimento di Stato. Il permesso del gestore della fauna selvatica è anche obbligatorio per tutti coloro che visitano il parco. I percorsi più importanti e popolari sono:
- Lucanes Jakchen-Yabuk-Rest Camp (Campo Marco Polo) - Green Lake
- Lachen-Thasngu (4 174 metri (13 694 ft)) - Muguthang (4 900 metri (16 100 ft)) - Thay La (5 200 metri (17 100 ft)) - Khyoksa La (5 500 metri (18 000 ft)) - Rest Camp - Green Lake.

La maggior parte di questi percorsi trekking attraversano il Parco Nazionale Kanchenjunga.

### Alloggi
Gli alloggi possono essere prenotati presso l'ufficio Range dove ci sono quattro case di riposo con circa 20 letti.

### Nelle vicinanze
- L'aeroporto più vicino:
  - Aeroporto di Bagdogra, Distretto di Darjeeling, Bengal occidentale  (222 km)
  - Gangtok Helipad, Distretto orientale di Sikkim, Sikkim
- Stazione ferroviaria più vicina: New Jalpaiguri, Siliguri Junction (221 km)
- Autostrada più vicina: NH 31A (Sevok – Gangtok)
- Paese più vicino: Yuksom in West and Chungthan in North (20 km)
- Città più vicina: Gangtok

### Informazioni generali
Il periodo migliore per visitare il parco nazionale Kanchenjunga è tra aprile e maggio. Le nevicate sono forti e frequenti durante i mesi invernali e le piogge monsoniche si verificano da maggio a metà ottobre.
I cittadini stranieri hanno bisogno di un permesso di accesso alla zona riservata dal Ministero degli Affari Interni del governo dell'India, Delhi per visitare il parco e la regione associata. I cittadini indiani sono tenuti a ottenere un permesso interno di accesso dal Dipartimento di Stato. Il permesso del gestore della fauna selvatica è anche obbligatorio per tutti coloro che visitano il parco.